# Brian Renken
Brian Henry Renken (ur. 21 czerwca 1955 w Fort William) – kanadyjski zapaśnik. Olimpijczyk z Montrealu 1976, gdzie odpadł w eliminacjach w kategorii 74 kg, w obu stylach zapaśniczych.
Zajął piętnaste miejsce na mistrzostwach świata w 1982. Brązowy medalista igrzysk Wspólnoty Narodów w 1982, a także igrzysk panamerykańskich w 1979. Trzeci w Pucharze Świata w 1980 roku.